# Volter Voxendal
Volter Alexius Voxendal, född 22 oktober 1900 i Söderhamn, död 22 januari 1960 i Stockholm, var en svensk sjukvårdare, målare och tecknare.
Han var son till Anders Persson och Kristina, född Hollsten, samt gift med Cecilia Voxendal. År 1939 godkändes släktnamnet Voxendal av regeringen. Vid sidan av sitt arbete som sjukvårdare var Voxendal verksam som konstnär. Han medverkade i Arbetarnas bildningsförbunds konstutställningar 1948–1950 samt samlingsutställningar arrangerade av Gävleborgs konstförening. Han var representerade vid en grupputställning i Köping 1952. Hans konst består av landskapsskildringar.